# Hans-Walter Eigenbrodt
Hans-Walter Eigenbrodt (* 4. August 1935; † 29. März 1997) war ein deutscher Fußballspieler, ehemaliger Verteidiger von Eintracht Frankfurt. Der Defensivspieler hat von 1955 bis 1963 in der damals erstklassigen Fußball-Oberliga Süd bei Eintracht Frankfurt 79 Ligaspiele (1 Tor) absolviert. In der Saison 1958/59 gewann er mit der Eintracht die deutsche Fußballmeisterschaft und zog 1960 in das Endspiel um den Europapokal der Landesmeister ein.

## Laufbahn
Der Sohn des ehemaligen Torhüters von Kickers Offenbach, Hans Eigenbrodt, spielte seit 1948 in der Jugend von Eintracht Frankfurt. Am 20. November 1955 debütierte er im „Adlertrikot“ in der Oberliga Süd. Bei einem 3:2-Heimerfolg gegen den FC Schweinfurt 05 lief er an der Seite von Mittelläufer Hans Wloka als rechter Außenläufer im damals gebräuchlichen WM-System auf. Zum Stammspieler reichte es in den nächsten Jahren aber nicht. Auch in der Erfolgsrunde 1958/59 hatte er in der Oberliga lediglich fünf Ligaeinsätze gegen Ulm 1846 (2:0), SV Waldhof (4:1), SpVgg Fürth (3:0), VfB Stuttgart (2:2) und München 1860 (1:1) aufzuweisen gehabt, ehe er in der Endrunde um die deutsche Fußballmeisterschaft durch die Verletzungen von Ivica Horvat, Dieter Stinka und Eberhard Schymik in die Meisterformation rückte. Eigenbrodt debütierte am 30. Mai bei einem Heimspiel gegen den 1. FC Köln in der Endrunde. Die Eintracht musste auf Schymik und Stinka verzichten. Er lief als rechter Außenläufer an der Seite des Abwehrchefs Horvat und des linken Außenläufers Hans Weilbächer dabei auf. Kurz vor der Halbzeit verletzte sich auch noch Horvat. Er blieb nach der Halbzeitpause in der Kabine. Später stellte sich seine Verletzung leider als so schwer heraus, dass er nie mehr für die Eintracht spielen konnte. Der süddeutsche Meister gewann mit 2:1 gegen Köln. Eigenbrodt nahm danach auch noch an den weiteren Gruppenspielen gegen den 1. FC Köln (4:2), FK Pirmasens (6:2) und Werder Bremen (4:2) teil und zog mit dem 12:0-Gruppensieger in das Endspiel am 28. Juni 1959 in Berlin gegen den Lokalrivalen Kickers Offenbach ein.
Eigenbrodt bildete mit Hermann Höfer das Verteidigerpaar und nach 90 Minuten stand es 2:2. In der Verlängerung setzte sich Frankfurt mit 5:3 Toren durch und gewann die deutsche Meisterschaft. In den überwiegenden Zweikämpfen hatte es Eigenbrodt mit Helmut Preisendörfer zu tun gehabt. Mit dem amtierenden deutschen Meister belegte Eigenbrodt 1959/60 in der Oberliga Süd den 3. Rang und hatte dabei 15 Ligaspiele absolviert. Am neunten Spieltag, den 25. Oktober 1959, erlitt er bei einer 0:2-Heimniederlage gegen den FC Bayern München einen Wadenbeinbruch und konnte deshalb erst wieder im Februar 1960 an den Ligaspielen teilnehmen. Der sportliche Höhepunkt sollten die Spiele im Europapokal werden. Eigenbrodt lief erstmals am 16. März 1960 beim Rückspiel gegen den Wiener Sportclub für die Eintracht im Wettbewerb der Landesmeister auf. Mit einem 1:1 in Wien zog der deutsche Meister in das Halbfinale ein. Vor Torhüter Egon Loy, dem Verteidigerpaar Friedel Lutz und Hermann Höfer bildete er als Stopper mit den zwei Außenläufern Dieter Stinka und Hans Weilbächer die Eintracht-Defensive. Mit gleicher Defensivformation gelangen die zwei deutlichen Siege gegen Glasgow Rangers (6:1, 6:3) und damit der Einzug in das Finale gegen den spanischen Titelverteidiger Real Madrid. Im Hampden Park in Glasgow setzte sich das Team um Alfredo Di Stéfano und Ferenc Puskás in einem torreichen Spiel mit 7:3 durch, die Eintracht enttäuschte aber nicht. Eigenbrodt hatte die undankbare Aufgabe den auf dem gesamten Platz agierenden di Stefano als offiziellen Mittelstürmer, aber weit mehr als überragender Dirigent aus dem eigenen Strafraum heraus das Real-Spiel bestimmende Akteur, zu bekämpfen.
1961 und 1962 wurde er mit der Eintracht zweimal in Folge Vizemeister in der Oberliga Süd und beendete 1962/63 mit einem vierten Rang die Ära der erstklassigen Oberliga. Er gehört dem Spielerkreis an, welcher am 24. August 1963 die neue Leistungskonzentration im DFB-Bereich zum Laufen brachten. Die Eintracht eröffnete die Bundesligaära mit einem Heimspiel gegen den 1. FC Kaiserslautern und Eigenbrodt lief beim 1:1-Remis als rechter Verteidiger auf. Er bekämpfte den Lauterer Linksaußen Harald Braner. Das Team vom Riederwald belegte am Rundenende den 3. Rang und der Verteidiger hatte in 15 Ligaspielen mitgewirkt.
1965 musste er seine aktive Laufbahn aufgrund von Sportinvalidität beenden. Später arbeitete er als Jugendtrainer bei Eintracht Frankfurt. 1977 wurde die von ihm betreute Mannschaft erster Deutscher B-Junioren-Meister.
Von Hauptberuf war er kaufmännischer Angestellter. Er starb am 29. März 1997 im Alter von 61 Jahren.